# 哈特福德 (紐約州)
哈特福德（英語：Hartford）是一個位於美國紐約州華盛頓縣的鎮。

## 人口
根據2020年美國人口普查的數據，哈特福德的面積為112.60平方千米，當中陸地面積為112.33平方千米，而水域面積為0.26平方千米。當地共有人口2193人，而人口密度為每平方千米19人。